# 竜宮童子
竜宮童子（りゅうぐうどうじ、龍宮童子とも）は、日本の昔話のひとつ、あるいはその説話に登場する、龍宮からもたらされた子供である。

## 概要
貧しい商人が売れ残りの商品（薪、花、正月用の松）などを川の淵や海に捨てたところ、竜宮の使者から「品物のお礼」として醜い姿の子ども(竜宮童子)を授かる。その子供は商人が望むままの品物を出し、貧しかった彼はたちまち富豪になる。だが醜い姿の子どもを次第に疎ましく感じて追い出すと、これまで出された品物はすべて失われ、商人はもとの貧乏人に戻ってしまう。
竜宮童子自体が一定の条件を満たすことによって金品を生み出す行為をする場合もあり、その場合は欲を出し過ぎてその行為を過剰におこない、竜宮童子を失ってしまう結末などがある。

## あらすじ
新潟県見附市の例
貧乏な花売りが、売れ残りの花を毎日川に流していた。ある時、花売りの帰りに川を渡ろうとしたが大水で渡れない。途方に暮れていると大亀が現れ、甲羅に乗るよう勧める。花売りが甲羅に乗ると乙姫様の元に案内され、「毎日花を献上してくれた礼」とのことで一人の男の子を授かる。
「お前に一人の男ッ子をくれてやる。この子は鼻は出ている。よだれはたれている、だがこの子をだいじにせば、お前の望みは何でもかなえてくれる。お前の子にせよ」
花売りは「トホウ」という名の醜い子供を授かり、亀の背に乗って家に戻る。そしてトホウに「家のさくみ変え（改築）」を願うと、トホウは目を閉じて手を三度打ち、豪邸を出す。花売りの望みに応じて家具に着物、金の千両を出し、貧乏だった花売りは大富豪になる。
五年後、花売りは旦那衆に列せられ、付き合いも広がった。だが他所の旦那に招かれて行けば、必ずトホウが付いてくる。花売りはトホウの醜い姿を嫌がり、鼻をかみ、涎を拭き、汚い着物を着換えるよう諭すが、すべて断られてしまう。そこで花売りはトホウに「暇くれるすけ、もう帰ってくんないか」と言いつける。トホウは「しかたありません」と花売りの元を去るが、たちまち豪邸も豪華な着物も家具も金も失われ、花売りは元の貧乏人に戻ってしまった。

## バリエーション
（地方などによりバリエーションあり）
- 鹿児島県薩摩郡下甑島では、兄弟のうちで兄が財産を独り占めする。正月を迎える米も無い弟は薪と門松をもって兄嫁に借用を願うが追い出され、薪と松を川に投げ込む。すると乙姫に竜宮に招かれ、赤い犬を賜るが「一日に一升以上の米を食べさせてはならない」と注意される。犬は一升の米を食って一升の金をひり、弟は金持ちになる。兄が犬を無理やり借りて二升の米を食わせると死ぬ。犬の墓から生えた牡丹からまた金が生み出されるが、兄が借りて植えるとただ蛆が涌く[6]。上甑島に伝わる同様の話では、最後に兄が鬼に罰せられそうになり、兄弟は仲直りする[6]。

- 鹿児島県喜界島では、母親と暮らす貧しい弟が正月を迎える米を兄に借りようとするも断られ、花も売れず、仕方なく「ねいんや（ニライカナイ）の神様にあげる」と花を海に投げ込む。弟は「花のお礼」としてねいんやに招かれ歓待され、三日過ごした後に「毎日四つ膳で食事させると金持ちになる」と、犬を賜る。陸に戻ると三年が経っており、世間の世話になっていた母は犬を持ち帰った弟を叱る。だが犬は山で猪を獲り、それを売って金儲けする。兄が犬を借りご馳走を食べさせると噛みつかれたので、兄は犬を殺す。弟が犬の墓を作ると生えた竹が天の米倉を突き破り、弟の家に米が降る。兄がまねると竹は天の便所を突き破り、降ってきた汚物にまみれて死ぬ[7]。

- 熊本県玉名郡では、薪売りの爺が売れ残りの薪を淵に投げ込むと美しい女が現れ、「薪の礼」として男の子をくれる。その「鼻たれ小僧さま」に毎日エビのなますを三度供えれば、何でも望む物を出してくれる。爺は裕福になるが海老膾の用意が面倒くさくなり、望むものはもう無いから竜宮に帰るよう言いつける。鼻たれ小僧様が鼻をすすると家も蔵も消え、爺は貧乏人に立ち帰る[8][9]。

- 熊本県天草郡では、三人娘のうち次女と三女の婿は金持ちだが、長女の婿は貧乏なので姑から冷遇されている。長女の婿が柴を海に投げ込むと竜宮に招かれ、「一日に小豆一合食べさせれば金一合をひる猫」を賜る。長女の夫婦は金持ちになるが、姑が猫を奪って小豆五合食わせると死ぬ。猫の墓からナンテンの木が芽生え、猫の名を言えば金が降り、また金持ちになる[8]。長崎県壱岐郡では、正直爺と婆が竜宮に招かれ、小豆五合を食べさせれば金をひる亀を賜る。隣の爺が亀を借りて小豆一升食わせればただの糞を出し、怒った隣の爺は亀を殺す。亀の墓からミカンの木が生え、稔ったミカンを剥けば中は黄金、正直爺婆は金持ちになる[10]。長崎県高来郡では、金持ちの姉と貧乏な妹の話。妹が薪を海に流すと、小豆を食べて金をひる黒猫を賜る。姉が無理に大量の小豆を食わせて猫を死なせる。妹が猫の墓を作ると、ダイダイが生える。正月に橙を飾る起源、と、結ばれる[11]。

- 香川県仲多度郡志々島では、爺が川に木の根株を投げ込むと亀が来て竜宮に招かれ、三日過ごした後に「一日に米三合と小豆三合食わせれば金をひる」白い犬を賜る。地上に戻ると三年が経っていた。爺は規定量の米と小豆を犬に食わせて金持ちになるが、隣の爺が犬を借りて米と小豆を一升食わせ、犬は死ぬ。犬の墓から生えた竹で糸車を作って廻すと銭が降る。隣の爺が糸車を借りて壊す。壊れた糸車を焼いた灰が枯れ木にかかると花が咲き、殿様に褒美をもらう。隣の爺が真似て失敗し、斬られる（花咲か爺の一パターン）[12]。

- 広島県広島市では、庄屋と下男の話。年の暮れ、下男が庄屋に薪を売るが断られ、仕方なく薪を海に捨てると竜宮に招かれ、三日過ごした後「一斗の米を三升に搗いて、一日一合食わせれば金の卵を産む鶏」を賜る。地上に戻れば三年が経っていた。下男は金持ちになるが、庄屋が米二合を食わせて鶏を死なせる。鶏の墓から甘酸っぱい黄色い実の木が生え、これがミカンの始まりと言う[13]。

- 新潟県長岡市では、爺が売れ残りの門松を川に投げ込むと、「うん」という子供を授かる。うんは米や金を出し爺婆は金持ちになる。だが老夫婦の子ども「ごん」が「うん」と喧嘩して負け、爺婆が「うんがわるい」と叱ればうんは去り、爺婆は貧乏に戻る。長岡市内には、他にも竜宮からもたらされた女児が夫婦の実子と喧嘩して去り、夫婦は元の貧乏に戻る話例が伝承されている[14]。

- 福島県田村郡船引町では、爺が川に松を捨てた通日後、龍宮から礼として「お六」という少女が贈られてくる。お六は持参の道具や飾りで家を飾り立て、釜に湯を注いで箆で掻き回せれば飯になる。同様に数々の料理を作って豊かな正月を楽しむが、老夫婦はお六を次第に疎んじて龍宮へ帰してしまった。すると家は一瞬のうちに元に戻ってしまい、お六の真似をして箆で釜の湯を掻き回しても飯にはならなかった[15][16]。

- 宮城県伊具郡では、貧しい爺婆が年取りの買い物のため街に出た折、魚屋の店先の鯉を憐れんで生きたまま買い取り、川に放す。その晩、助けられた鯉が若い女に化けて爺婆を訪ね、「とてつ」と言う名の4歳ほどの女児を礼として贈る。とてつは米や金を出し爺婆は富豪になるが、とてつはいつも鼻水を垂らしている。汚い娘はいらない、と追い出すと、元の貧乏に戻る[17]。

- 宮城県登米郡では、薪取りの爺が山で穴を見つけ、「悪いものが出てはいけない」と薪で塞ごうとしたが穴は埋まらない。穴の中から美しい姫が現れ、薪の礼として御殿に招かれ白髭の翁から歓待される。土産として「しょうとぐ」と言う名の童子をもらう。しょうとぐは仕事はおろか成長もせず炉の火にあたってへそをいじっているが、爺が火箸でへそをつつくと小判が出る。爺の留守に婆がもっと小判を出そうとへそを突くと、しょうとぐは死ぬ。爺の夢にしょうとぐが現れ「俺の顔の面を作ってかまどの側に掛ければ金持ちになる」と告げる。これが「ひょっとこ」の起源である[17]。

- 岩手県紫波郡では、男が淵の鴨を取ろうと門松を投げつけると、水中の立派な座敷に招かれ歓待される。帰りに「よげない」と言う名のみったくない（醜い）子どもを賜る。家では陰に隠してくれとよげないが言うので奥のでこ（出居）に隠すと財布も米櫃も満ち溢れる。男は毎日よげないを見て笑っているが妻が怪しみ夫の留守に部屋を掃除してよげないを発見し、箒で打つと泣きながら出ていく。夫婦は元の貧乏暮らしに戻る[18]。

- ヨーロッパにも似た伝承がある。東スラヴでは、隠された宝物が鼻水を垂らした汚い老人の姿で現れ、「鼻を拭いてくれ」と言う。嫌がらずに拭いてやると、この汚い老人が宝物に変身するが、断ると宝物は再び地中に姿を消すというのである[19]。